# Andrew W. Puckett
Andrew W. Puckett est un astronome américain.

## Biographie
Puckett est diplômé de l'Université Vanderbilt (Licence de Mathématiques et de Physique, 1999) puis de l'Université de Chicago (licence de Physique, 2000), maîtrise de Physique (2001), puis d'Astronomie et d'Astrophysique (2002), et enfin d'un doctorat (Ph.D.) en Astronomie et Astrophysique (2007). Il est actuellement professeur assistant de Physique et d'Astronomie à la Columbus State University,.

## Découvertes
D'après le Centre des planètes mineures, Puckett a co-découvert 22 astéroïdes numérotés entre 2004 et 2007, en collaboration avec Andrew C. Becker et Jeremy M. Kubica. La plupart de ces astéroïdes sont des objets transneptuniens.
| (144897) 2004 UX10  | 20 octobre 2004   |
| (145451) 2005 RM43  | 9 septembre 2005  |
| (145452) Ritona     | 10 septembre 2005 |
| (145453) 2005 RR43  | 9 septembre 2005  |
| (145474) 2005 SA278 | 27 septembre 2005 |
| (145480) 2005 TB190 | 11 octobre 2005   |
| (160427) 2005 RL43  | 3 septembre 2005  |
| (248835) 2006 SX368 | 16 septembre 2006 |
| (308379) 2005 RS43  | 13 septembre 2005 |
| (308933) 2006 SQ372 | 25 septembre 2006 |
| (447178) 2005 RO43  | 3 septembre 2005  |
| (456826) 2007 TH422 | 3 octobre 2007    |
| (470027) 2006 RC103 | 11 septembre 2006 |
| (470083) 2006 SG369 | 16 septembre 2006 |
| (523622) 2007 TG422 | 3 octobre 2007    |
| (525729) 2005 RQ43  | 11 septembre 2005 |
| (525815) 2005 SD278 | 25 septembre 2005 |
| (527603) 2007 VJ305 | 4 novembre 2007   |
| (527604) 2007 VL305 | 4 novembre 2007   |